# Oeconesus incisus
Oeconesus incisus är en nattsländeart som beskrevs av Mosely in Mosely och Douglas E. Kimmins 1953. Oeconesus incisus ingår i släktet Oeconesus och familjen Oeconesidae. Inga underarter finns listade i Catalogue of Life.